# NSI-189
NSI-189 è un composto ad attività neurotrofica in studio, da parte della società americana Neuralstem, per il trattamento di diversi disturbi psichiatrici e neurologici come la depressione o malattie neurodegenerative.

## Storia
Parte degli studi sul composto sono stati finanziati dal DARPA (Defense Advanced Research Projects Agency) e NIS (National Institute of Health) americani.
Il composto è stato scoperto nel corso di uno screening fenotipico su oltre 10000 molecole per composti in grado di stimolare la neurogenesi in vitro.
Nel 2011 è stato condotto uno studio di fase 1a per studiare sicurezza, farmacocinetica e farmacodinamica del composto. Nel giugno 2012 è invece cominciato uno studio di fase 1b su 24 pazienti depressi per una valutazione della sua efficacia i cui risultati sono stati presentati nel corso della conferenza annuale della American Society of Clinical Psychopharmacology (ASCP). In questo studio è emerso che il composto, pur se somministrato per soli 28 giorni, ha causato una significativa riduzione dei sintomi della depressione che si sono mantenuti per almeno 8 settimane dopo l'interruzione del trattamento senza mostrare effetti collaterali significativi.
Nel 2017 è stato condotto uno studio in doppio cieco su 200 pazienti con depressione maggiore a cui è stato somminstrato il composto ad dosaggio di 40 mg (in una o due somministrazioni giornaliere) volto a confermarne su scala maggiore efficacia e sicurezza.
Sempre nel 2017 la società produttrice ha comunicato l'inizio di uno studio per valutare la capacità del composto di prevenire i danni ai nervi causati dal diabete, dati i risultati promettenti ottenuti nelle cavie dove il farmaco si è mostrato in grado di migliorare praticamente tutti i parametri di funzionalità nervosa compromessi dalla malattia.
Il composto E anche in studio per il trattamento della sindrome di Angelman e per i deficit cognitivi indotti da radiazione.

## Meccanismo d'azione
Il composto si è dimostrato in grado di stimolare la neurogenesi in particolare nell'ippocampo, un'area cerebrale che si è vista diminuire in volume anche del 20% nel corso dei disturbi depressivi. Nei topi, sia depressi che non, NSI-189 si è dimostrato in grado di stimolare la neurogenesi dell'ippocampo che è risultata in un incremento del suo volume fino al 20% con un meccanismo diverso dal rilascio di fattori neutrofici come il BDNF.
Non è stato finora individuato il target farmacologico del composto: uno screening su 57 target neurotrasmettitoriali (recettori, trasportatori, canali ionici, MAO) e oltre 900 kinasi ha fallito nel trovare un'attività.
In uno studio su pazienti si è visto un incremento dell'attività elettrica nell'ippocampo nella regione corticale prefrontale che sono indici di un meccanismo neutrofico.
Uno studio su cavie si è dimostrato in grado di migliorare i deficit neurologici e motori dovuti a danno cerebrale come ictus.
Il composto si è dimostrato in grado di migliorare il processing emozionale e di avere un effetto procognitivo non legato alle sue proprietà antidepressive.